# Ptochophyle dracontias
Ptochophyle dracontias là một loài bướm đêm trong họ Geometridae.